# Buldibuyo
Buldibuyo es una localidad peruana capital del Distrito de Buldibuyo de la Provincia de Pataz en el Departamento de La Libertad. Se ubica aproximadamente a unos 380 kilómetros al sureste de la ciudad de Trujillo.